# Brocourt
Brocourt is een gemeente in het Franse departement Somme (regio Hauts-de-France) en telt 97 inwoners (2009). De plaats maakt deel uit van het arrondissement Amiens.

## Geografie
De oppervlakte van Brocourt bedraagt 2,4 km², de bevolkingsdichtheid is dus 40,4 inwoners per km².
De onderstaande kaart toont de ligging van Brocourt met de belangrijkste infrastructuur en aangrenzende gemeenten.

## Demografie
Onderstaande figuur toont het verloop van het inwonertal (bron: INSEE-tellingen).

## Galerij

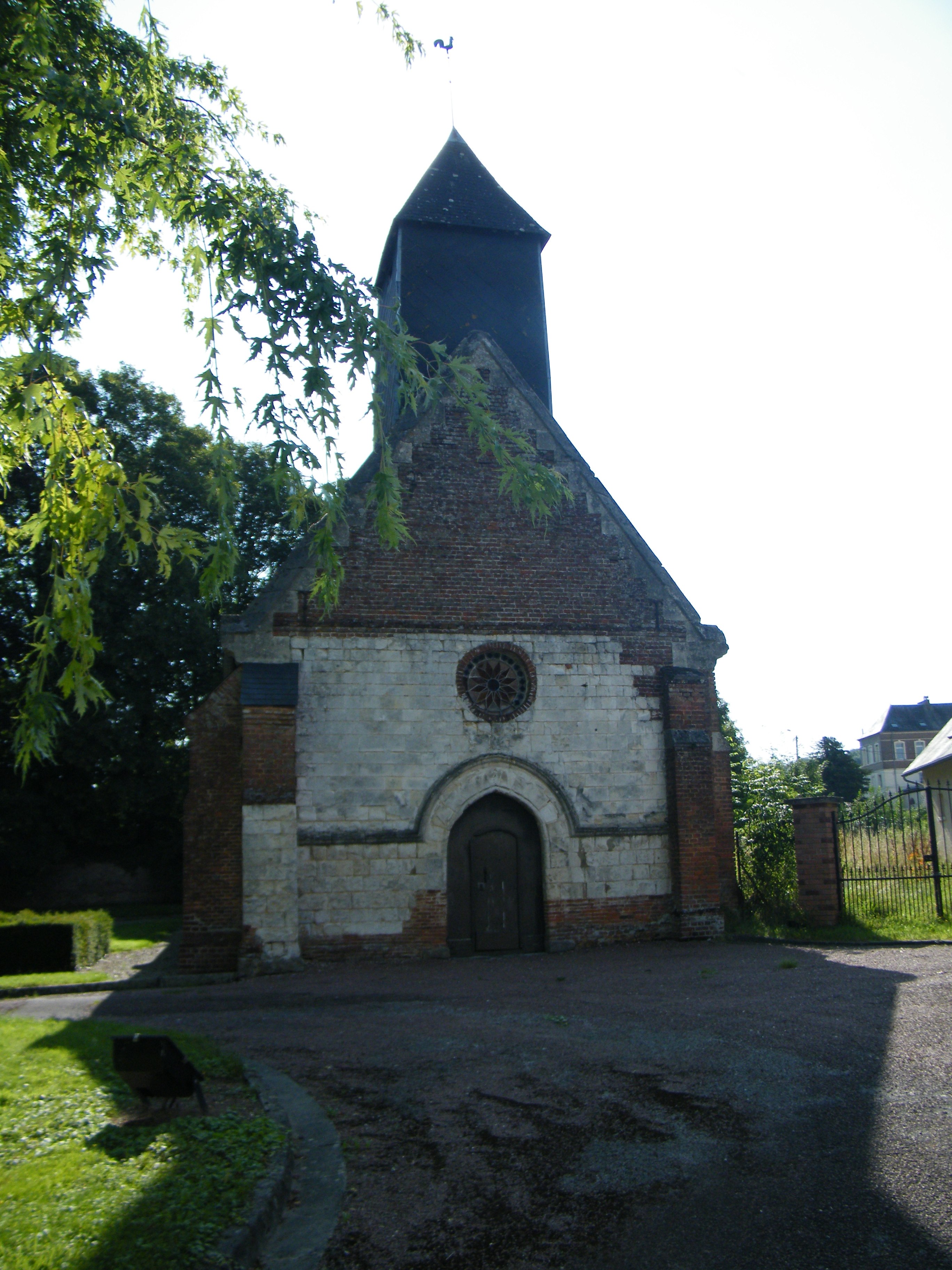
Kerk.
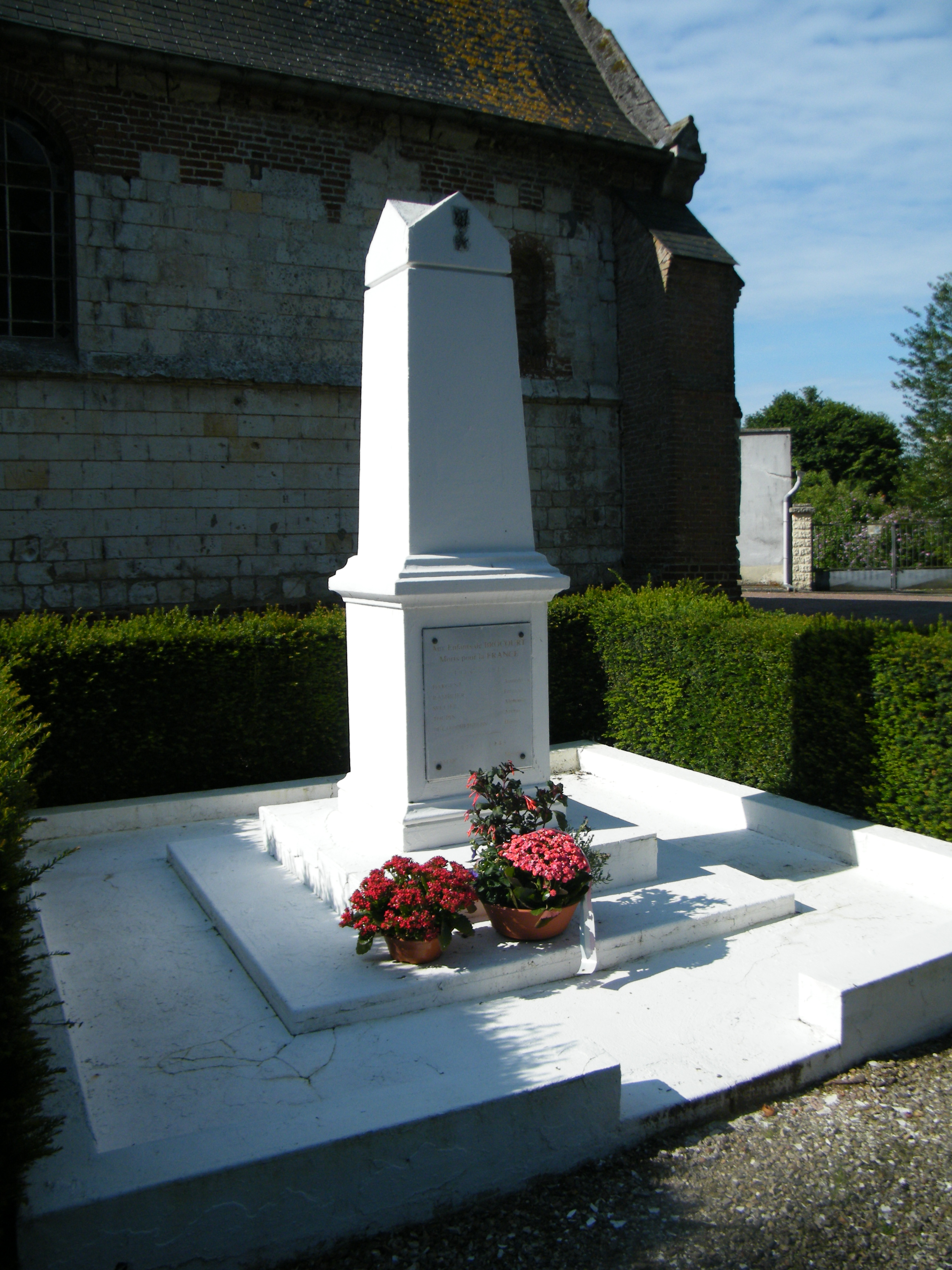
Oorlogsmonument
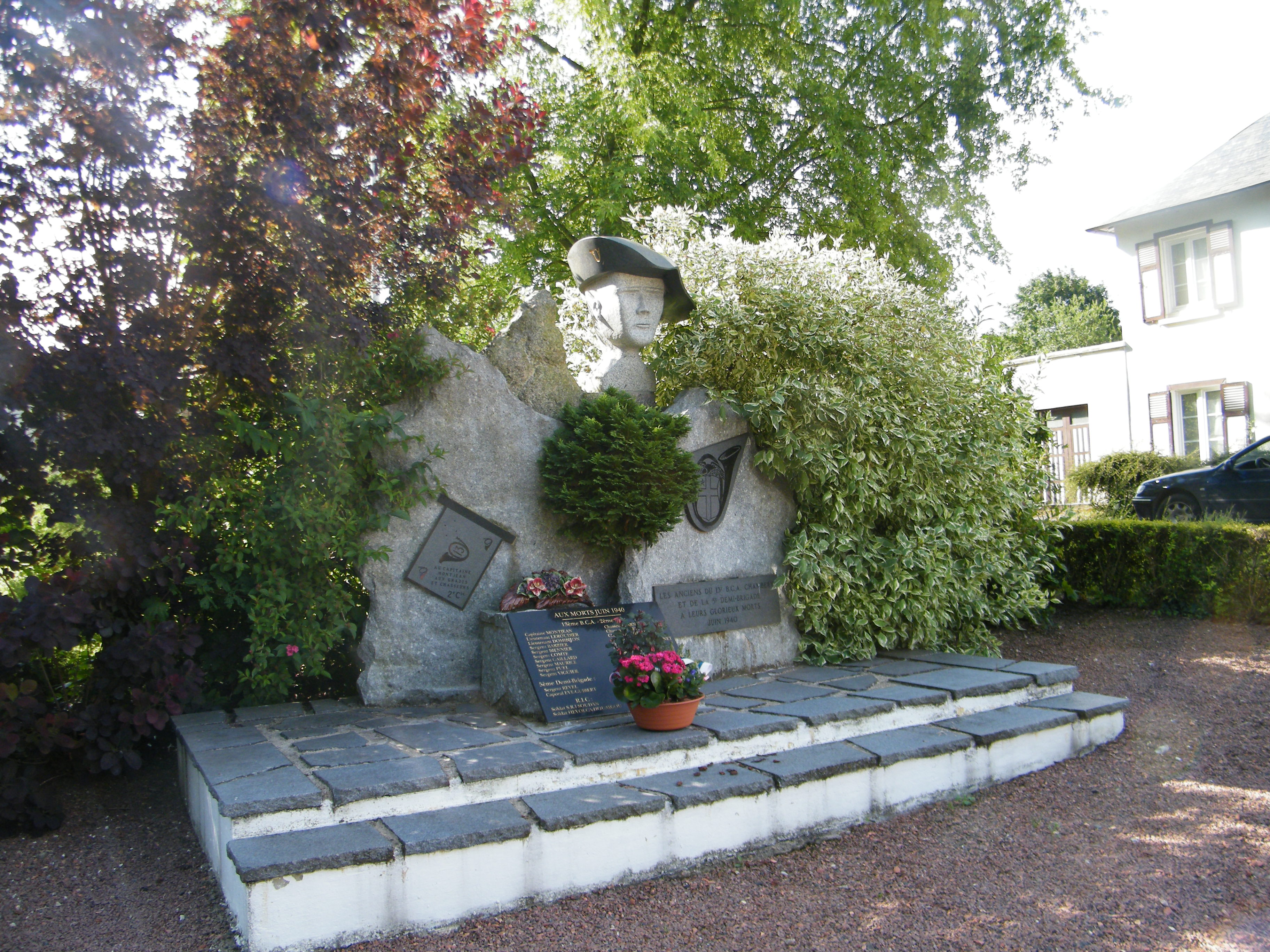
Eerbetoon juni 1940.
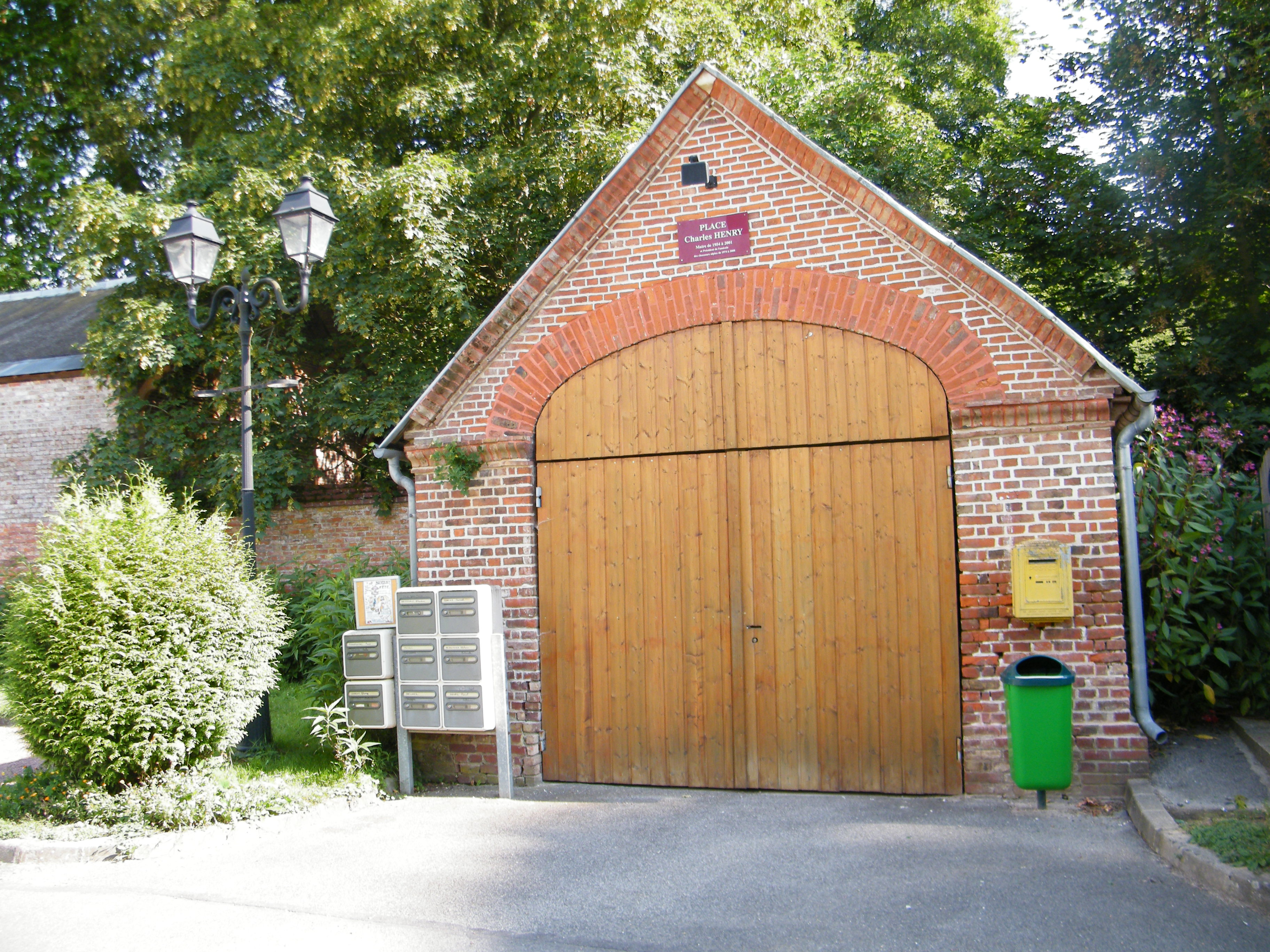
Alpijnse jagers